# ショーン・デイヴィス
ショーン・デイヴィス（Sean Davis, 1979年9月20日 - ）は、イングランド出身の元サッカー選手。現役時代のポジションはセントラル・ミッドフィールダー。1996年、17歳でフラムからデビューし、トッテナム、ポーツマス、ボルトン、ブリストル・シティと渡り歩き、2012年に33歳で引退した。

## 経歴
1996年、サード・ディビジョン（4部相当）時代のフラムでデビューし、主力選手の1人としてクラブをプレミアリーグ昇格まで導いた。ファースト・ディビジョンで優勝した2000-01シーズンには、同僚のルイ・サハやクリス・コールマンらと共にリーグのベストイレブンに選ばれている。デイヴィスは地元出身のユースからの生え抜きであり、フラムサポーターのアイドルだった。
フラムからの最初のステップとなったトッテナム移籍は失敗に終わるが、その後に移籍したポーツマスではハリー・レドナップ、トニー・アダムスといった指揮官に重用された。2009年の冬の移籍ウインドウでは契約期間が残り半年にも関わらず、ポーツマスはボルトンから提示された350万ポンドのオファーを拒否した。
晩年は膝の故障に悩まされ、ボルトンでの3シーズンは僅か3試合の出場に終わった。2012年夏に3年契約を終えたデイヴィスはそのままクラブからリリースされ、同年9月に引退を発表した。膝は全盛期のフラム時代から問題を抱えており、2003年夏にエバートンへの移籍話が持ち上がった際も、膝の怪我を理由に移籍が立ち消えになった過去があった。引退の際のインタビューでは「試合後は膝が風船のように腫れあがっていた」とコメントしている。

## 代表歴
2002年のUEFA U-21欧州選手権にイングランド代表の一員として出場した。フル代表での出場歴は無いが、2003年にオーストラリア代表との親善試合へ向けたメンバーに選出されている。